# 布萊恩·萊尼漢
布萊恩·萊尼漢（Brian Lenihan，1994年6月8日—）是愛爾蘭的一位職業足球運動員，在場上的位置是右後衛或中場。他現在效力於赫爾城。他出生在科克，並且也代表愛爾蘭青年隊參賽。